# Lophophorus sclateri
Lophophorus sclateri là một loài chim trong họ Phasianidae.